# Annette Katzmann
Annette Katzmann (* 31. Januar 1960 in Esbjerg) ist eine dänische Schauspielerin.

## Leben
Annette Katzmann wuchs in Esbjerg auf. Sie absolvierte bis 1988 ihre Schauspielausbildung an der Staatlichen Theaterschule in Kopenhagen. Ihr Bühnendebüt als Darstellerin hatte sie im Jahr 1989 am Aarhus Teater. Danach stand sie an zahlreichen Theatern auf der Bühne, so auch am Folketeatret, am Odense Teater oder am Königlichen Theater Kopenhagen. Seit 1994 steht sie als Schauspielerin in Filmen und Fernsehserien vor der Kamera.
Annette Katzmann war mit dem Schauspieler Michael Hasselflug verheiratet. Aus der Ehe gingen zwei Söhne hervor, darunter Benjamin Hasselflug.

## Filmografie
- 1994: Enter eller – Du bestemmer (Fernsehserie)
- 1997: Skat Det er din tur
- 1998: Pieces
- 2000: Unit One – Die Spezialisten (Rejseholdet, Fernsehserie)
- 2000: Bag om fremviseren
- 2002: Hotellet (Fernsehserie)
- 2005: Fluerne pa vaeggen
- 2014–2017: Die Erbschaft (Arvingerne, Fernsehserie)
- 2019: Selfiestan (Fernsehserie)
- 2022: Borgen – Gefährliche Seilschaften (Borgen, Fernsehserie)
- 2022: Die Schwesternschule (Sygeplejeskolen, Fernsehserie)